# Macaroeris nidicolens
Pour les articles homonymes, voir Attus castaneus.
Espèce
Synonymes
- Aranea nidicolens Walckenaer, 1802
- Dendryphantes nebulosus C. L. Koch, 1846
- Salticus vigilans Blackwall, 1867
- Marpissa nardoi Canestrini & Pavesi, 1868
- Attus castaneus Simon, 1868
- Attus phrygianus Simon, 1868
- Attus nitelinus Simon, 1868
- Attus luridatus Simon, 1868
- Marpessa ornata Thorell, 1875
- Marpissa grantii Warburton, 1892
- Dendryphantes nidicolioides Kolosváry, 1934
- Dendryphantes musae Schmidt, 1956
- Dendryphantes huberi Schmidt, 1981

Macaroeris nidicolens est une espèce d'araignées aranéomorphes de la famille des Salticidae.

## Distribution
Cette espèce se rencontre du Portugal à la Turquie et au Sri Lanka.

## Description
Les mâles mesurent de 4,2 à 6,7 mm et les femelles de 5,65 à 7,7 mm.

## Publication originale
- Walckenaer, 1802 : Faune parisienne, Insectes. ou Histoire abrégée des insectes des environs de Paris. Paris, vol. 2, p. 187-250 (texte intégral).